# Drosselrinne

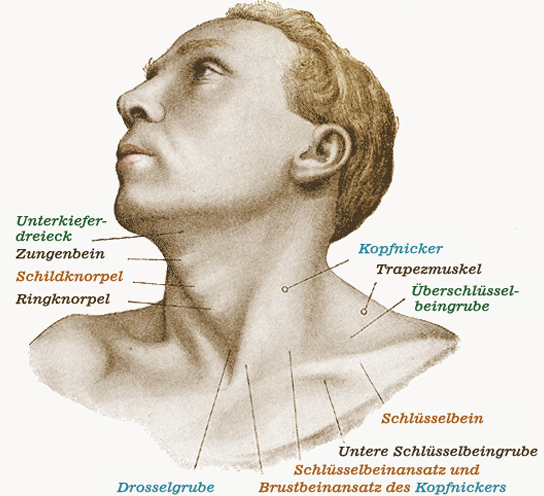
Die Drosselgrube
(Bildmitte, untere Hälfte)

Als Drosselrinne (lat.: Sulcus jugularis) wird eine längs verlaufende Muskelfurche im unteren Halsbereich bei Säugetieren bezeichnet. Sie wird bauchwärts durch den Musculus sternocleidomastoideus und rückenwärts durch den Musculus brachiocephalicus begrenzt. In Richtung Brusteingang endet die Drosselrinne in der Drosselgrube (Fossa jugularis oder Jugulum), die zwischen den zwei Schlüsselbeinen liegt und nach unten vom oberen Rand des Brustbeines begrenzt wird. Seitlich der Drosselgrube liegt die Überschlüsselbeingrube („Salzfässchen“ bzw. lat.: Fossa supraclavicularis).
Teilweise ist die Drosselrinne von den Halshautmuskeln bedeckt und dadurch nicht an allen Stellen gleich gut sichtbar. Vor allem bei Hausschweinen ist sie durch die dicke Schwarte nicht sichtbar.
In der Drosselrinne verläuft die Vena jugularis externa direkt unter der Haut. Sie wird auch als Drosselvene bezeichnet. Beim Anstauen tritt sie mehr oder weniger hervor und wird daher von Tierärzten häufig zur intravenösen Injektion und Blutentnahme genutzt. 
In die Drosselgrube wird der Stich zum Entbluten bei der Schlachtung oder zum Schächten gesetzt. Hierbei werden die großen Gefäßstämme am Brusteingang eröffnet, so dass ein rascher tödlicher Blutverlust eintritt.